# Валле-Аурина
Валле-Аурина (итал. Valle Aurina) — коммуна в Италии, располагается в автономной области Трентино-Альто-Адидже, в провинции Больцано.
Население составляет 5697 человек (2008 г.), плотность населения составляет 30 чел./км². Занимает площадь 187 км². Почтовый индекс — 39030. Телефонный код — 0474.
В коммуне 15 августа особо празднуется Успение Пресвятой Богородицы.

## Демография
Динамика населения:

## Администрация коммуны
- Официальный сайт: http://www.comune.valleaurina.bz.it/